# El libro de la Felicidad
El Libro de la felicidad es un manuscrito iluminado realizado en el Imperio Otomano en 1582. Encargado por el sultán Murad III, que estuvo al mando del imperio entre 1574 y 1595, su texto fue traducido del árabe y todas sus miniaturas parecen haber sido realizadas bajo la dirección del célebre maestro Ustad ‘Osman, indiscutible autor de la serie inicial de imágenes dedicadas a los signos del zodíaco1. ‘Osman, que estuvo al frente de los pintores del taller del Serrallo desde 1570, marcó un estilo que influyó a otros artistas de la corte de Murad y que destacaba por la precisión en los retratos.

## Murad III y su época
En la segunda mitad del siglo XVI los dominios del Imperio Otomano se extendían desde Budapest a Bagdad y desde Omán y Túnez a la Meca y Medina, abarcando ciudades tan importantes como Damasco, Alejandría o El Cairo. Los turcos además controlaban la Ruta de la Seda, el Mar Negro y la mitad oriental del Mediterráneo. El sultán gobernaba el imperio desde Constantinopla, donde arquitectos, pintores, calígrafos, joyeros, ceramista y poetas trabajaban a su servicio. Nieto de Suleyman el Magnífico, Murad fue un sultán culto y sibarita, un gran mecenas del arte y en gran parte responsable del importante desarrollo de la pintura turca otomana del siglo XVI e inicios del XVII, considerado el periodo más fecundo en la disciplina. Su reinado también estuvo marcado por las continuas guerras con Irán y los estados cristianos europeos.
El sultán Murad III estaba completamente absorbido por la intensa vida política, cultural y sentimental del harén. Tuvo 103 hijos, de los que sólo 47 le sobrevivieron. En concreto, encargó este tratado de la felicidad especialmente para su hija Fátima. Murad murió en el Palacio Topkapı de Constantinopla en 15952.

## La obra

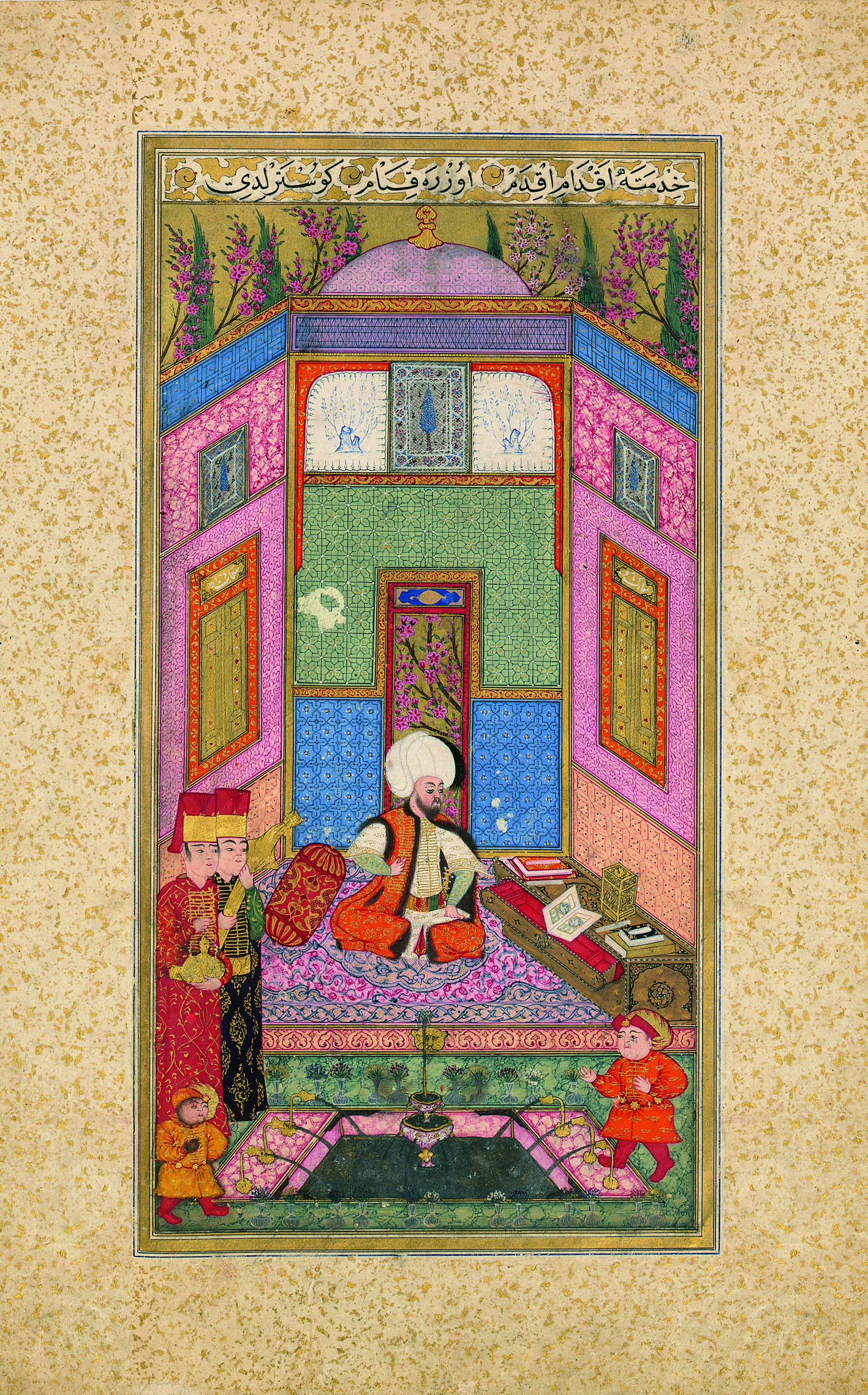
El libro de la felicidad, f. 7v

El Libro de la felicidad contiene detalladas descripciones de las características personales de los nacidos bajo cada uno de los doce signos del zodíaco. Para ilustrar estas descripciones se muestra una serie de pinturas que representan distintas situaciones del ser humano según la conjunción de los planetas, unas tablas de concordancia fisonómicas, otras para la correcta interpretación de los sueños y un enigmático tratado de adivinación con el que cada cual puede pronosticar su suerte.
El manuscrito es un inmejorable testimonio del mundo oriental de la época, poblado de misteriosos personajes con extrañas poses, exóticas vestiduras de vistosos colores, lujosos palacios y mansiones, mezquitas… También abundan animales exóticos como los pavos reales y las serpientes marinas, además de numerosas aves cuyo dibujo estilizado revela una notable influencia de la pintura japonesa. Hay además una sección dedicada a los monstruos, demonios y bestias del imaginario medieval turco.
En 2007, el sello español M. Moleiro Editor publicó la primera y única reproducción facsímil del Libro de la felicidad, en una edición limitada a 987 ejemplares. 
La edición vino acompañada de un volumen de estudio a cargo de Miguel Ángel de Bunes Ibarra (CSIC), Evrim Türkçelik (CSIC, Günsel Renda (Profesora de arte Otomano, Koç University) y Stefano Carboni (Metropolitan Museum of Art).